# 佛朗哥·诺内斯
佛朗哥·诺内斯（義大利語：Franco Nones，1941年2月1日—），意大利男子越野滑雪运动员。他曾代表意大利参加1964年、1968年和1972年冬季奥林匹克运动会越野滑雪比赛，获得一枚金牌。